# Alexander Auer
Alexander Auer (Innsbruck, 27 maart 1991) is een Oostenrijks voormalig skeletonracer. Zijn broer Florian Auer is en zijn vader Christian Auer was ook een skeletonracer.

## Carrière
Auer maakte zijn wereldbekerdebuut in het seizoen 2014/15 en bleef actief in de wereldbeker tot in het seizoen 2017/18.
Hij nam deel aan het wereldkampioenschap in 2016 waar hij 18e werd en het jaar erop werd hij 29e.

## Resultaten

### Wereldkampioenschappen
| Jaar | Plaats    | Resultaat                           |
| ---- | --------- | ----------------------------------- |
| 2016 | Igls      | 18e Individueel 13e Landenwedstrijd |
| 2017 | Königssee | 29e Individueel                     |

### Wereldbeker
Eindklasseringen
| Seizoen   | Rang |
| --------- | ---- |
| 2014/2015 | 41e  |
| 2015/2016 | 30e  |
| 2016/2017 | 29e  |
| 2017/2018 | 30e  |